# 雪腐镰刀菌烯醇
雪腐镰刀菌烯醇（英語：Nivalenol，也译为：瓜萎镰菌醇，缩写NIV）是一种单端孢霉烯类霉菌毒素，化学式C15H20O7，主要在鐮孢菌屬（学名：Fusarium）真菌中发现。